# Asian Rugby Championship 2006
El Asian Rugby Championship  de 2006 fue la 20.ª edición del principal torneo asiático de rugby.

## Equipos participantes
- Selección de rugby de Corea del Sur
- Selección de rugby de Hong Kong (Dragones)
- Selección de rugby de Japón (Brave Blossoms)

## Posiciones
| Pos. | Equipo        | Encuentros | Encuentros | Encuentros | Encuentros | Tantos  | Tantos    | Tantos     | Puntos Totales |
| Pos. | Equipo        | jugados    | ganados    | empatados  | perdidos   | a favor | en contra | diferencia | Puntos Totales |
| ---- | ------------- | ---------- | ---------- | ---------- | ---------- | ------- | --------- | ---------- | -------------- |
| 1    | Japón         | 2          | 2          | 0          | 0          | 106     | 3         | +103       | 4              |
| 2    | Corea del Sur | 2          | 1          | 0          | 1          | 23      | 59        | -36        | 2              |
| 3    | Hong Kong     | 2          | 0          | 0          | 2          | 8       | 75        | -67        | 0              |

Nota: Se otorgan 2 puntos al equipo que gane un partido, 1 al que empate y 0 al que pierda

## Resultados
| 19 de noviembre | Japón | 52 - 3 | Hong Kong |  |  |

| 22 de noviembre | Corea del Sur | 23 - 5 | Hong Kong |  |  |

| 19 de noviembre | Japón | 54 - 0 | Corea del Sur |  |  |

| Bandera de Japón     |
| Campeón Japón        |
| Décimo quinto título |